# Алекс Янг (1880)
Александер Янг (англ. Alexander Young; 23 червня 1880, Сламаннан — 17 жовтня 1959, Единбург) — шотландський футболіст, що грав на позиції нападника, зокрема за «Евертон» та «Манчестер Сіті», а також національну збірну Шотландії.
Володар Кубка Англії з футболу. 

## Клубна кар'єра
У дорослому футболі дебютував 1899 року виступами за команду «Сент-Міррен», в якій провів один сезон, після чого протягом 1900—1901 років захищав кольори «Фолкерка».
Своєю грою за останню команду привернув увагу представників тренерського штабу клубу «Евертон», до складу якого приєднався 1901 року. Відіграв за клуб з Ліверпуля наступні десять сезонів своєї ігрової кар'єри. Більшість часу, проведеного у складі «Евертона», був основним гравцем атакувальної ланки команди. У складі «Евертона» був одним з головних бомбардирів команди, маючи середню результативність на рівні 0,4 голу за гру першості. На момент завершення виступів за «Евертон» забив у його складі 109 голів у чемпіонаті, що довгий час було рекордом клубу. 1906 року допоміг команді вибороти Кубок Англії, а наступного сезону став найкращим бомбардиром англійської першості.
1911 року провів декілька матчів за «Тоттенгем Готспур», після чого перейшов до «Манчестер Сіті», виступами за який наступного року завершив ігрову кар'єру.

## Виступи за збірну
1905 року дебютував в офіційних матчах у складі національної збірної Шотландії. 1907 року взяв участь у своїй другій і останній грі за національну команду Шотландії.
Помер 17 жовтня 1959 року на 80-му році життя в Единбурзі.

## Титули і досягнення
- Володар Кубка Англії з футболу (1):

«Евертон»: 1905/06
- Найкращий бомбардир Футбольної ліги Англії (1): 1906/07